# Stig Sundqvist
Stig Sundqvist (Boden, 19 de juliol de 1922 - Jönköping, 3 d'agost de 2011) fou un futbolista suec de les dècades de 1940 i 1950.

## Trajectòria
Jugà 11 partits amb la selecció de Suècia, en els quals marcà 3 gols. Disputà el Mundial de 1950, on acabà en tercera posició. Acabat el Mundial deixà el seu club l'IFK Norrköping per fitxar per l'AS Roma, on romangué fins a 1953. Un cop retornà al seu país fou entrenador alguns anys.
Fou conegut amb el sobrenom de Vittjärv, pel nom del poble on va créixer.